# Julian McMahon
Julian Dana William McMahon (Sydney, 27 luglio 1968 – Clearwater, 2 luglio 2025) è stato un attore australiano.

## Biografia
Julian McMahon è nato a Sydney, Nuovo Galles del Sud, Australia, secondo figlio dell'ex primo ministro sir William McMahon, di origine irlandese, e Sonia Rachel Hopkins. Ha studiato alla Sydney Grammar School, una scuola maschile privata. Ha brevemente studiato Legge alla University of Sydney ed Economia alla University of Wollongong. Intraprende inizialmente la carriera di modello, ma presto sceglie la carriera di attore nella soap australiana Home and Away. Appare inoltre in due video musicali, intitolati This is It e This is the Way, di Dannii Minogue, sua moglie per circa due anni. 
Il suo primo ruolo alla televisione americana è nella soap opera Destini, in cui interpreta Ian Rain dal 1993 al 1995. Dal 1996 al 2000 partecipa alle quattro stagioni del telefilm Profiler - Intuizioni mortali, trasmesso dalla NBC, nel ruolo dell'agente John Grant. Nell'autunno 2000 entra nel cast di Streghe, nel ruolo di Cole Turner/Belthazor, da cui esce nella quinta stagione, proprio durante il centesimo episodio del telefilm in onda nell'inverno 2003. 
Nel 2003 interpreta il suo ruolo più famoso e apprezzato dalla critica, Christian Troy, chirurgo plastico volgare e sexy, protagonista del telefilm Nip/Tuck per il quale ottiene la candidatura per il Golden Globe come "Miglior attore in una serie televisiva drammatica". Interpreta il ruolo fino al 2010 (la serie è finita con il centesimo episodio). Nel 2005 recita nel ruolo del villain Dottor Destino nel film basato sulla Marvel Comics I Fantastici 4, riprendendo il personaggio anche nel sequel del 2007, I Fantastici 4 e Silver Surfer. Julian McMahon è stato preso in considerazione per essere il nuovo 007 finché non fu inserito tra i pretendenti per il ruolo Daniel Craig.
Nel 2007 recita nel film Premonition con Sandra Bullock, quindi interpreta il vice presidente nel film Red (2010), tratto dall'omonimo fumetto e prodotto dalla Summit Entertainment, recitando al fianco di Bruce Willis e Morgan Freeman. Nel 2012 è tra i protagonisti di Shark 3D, primo film australiano in 3D, quindi appare in Faces in the Crowd - Frammenti di un omicidio. Nel 2013 è nel cast del film Il potere dei soldi di Robert Luketic, invece nel 2014 recita in Qualcosa di buono insieme a Hilary Swank. Dal 2020 al 2022 è protagonista di FBI: Most Wanted interpreta Jess LaCroix, agente speciale supervisore dell'FBI e capo della Fugitive Task Force. 
È morto il 2 luglio 2025 a Clearwater dopo una lotta contro il cancro, a 56 anni.

## Vita privata
Si è sposato tre volte: prima nel 1994 con la cantante australiana Dannii Minogue, da cui ha divorziato nel 1995 e successivamente con l'attrice americana di Baywatch Brooke Burns, con la quale è stato sposato dal 1999 al 2001 e ha avuto una figlia, Madison, nata nel 2000; nel 2014, dopo 11 anni di fidanzamento ha sposato l'attrice Kelly Paniagua.
Nel 2001 ha frequentato per qualche mese l'attrice Shannen Doherty, sua collega nel cast di Streghe. Nel 2003 è stato invece brevemente legato alla modella e attrice israeliana Noa Tishby.

## Filmografia

### Cinema
- Wet and Wild Summer!, regia di Maurice Murphy (1992)
- Magenta, regia di Gregory C. Haynes (1996)
- In Quiet Night, regia di Jenny Bowen (1998)
- Chasing Sleep, regia di Michael Walker (2000)
- Meet Market, regia di Charlie Loventhal (2004)
- I Fantastici 4 (Fantastic Four), regia di Tim Story (2005)
- Premonition, regia di Mennan Yapo (2007)
- Prisoner, regia di Robert Archer Lynn e David Alford (2007)
- I Fantastici 4 e Silver Surfer (Fantastic Four: Rise of the Silver Surfer), regia di Tim Story (2007)
- Red, regia di Robert Schwentke (2010)
- Faces in the Crowd - Frammenti di un omicidio (Faces In The Crowd), regia di Julien Magnat (2011)
- Shark 3D (Bait), regia di Kimble Rendall (2012)
- Fire with Fire, regia di David Barrett (2012)
- Il potere dei soldi (Paranoia), regia di Robert Luketic (2013)
- Qualcosa di buono (You're Not You), regia di George C. Wolfe (2014)
- Swinging Safari, regia di Stephan Elliott (2018)
- Monster Party, regia di Chris von Hoffmann (2018)
- The Surfer, regia di Lorcan Finnegan (2024)

### Televisione
- The Power, the Passion – serie TV, 168 episodi (1988)
- Home and Away – serie TV, 145 episodi (1989-1991)
- G.P. – serie TV, episodio 4x13 (1992)
- Destini (Another World) – serial TV, 200 puntate (1992-1995)
- Profiler - Intuizioni mortali (Profiler) – serie TV, 82 episodi (1996-2000)
- Will & Grace – serie TV, episodio 1x07 (1998)
- Streghe (Charmed) – serie TV, 48 episodi (2000-2005)
- Another Day, regia di Jeffrey Reiner – film TV (2001)
- Nip/Tuck – serie TV, 100 episodi (2003-2010)
- Rogue, regia di Brett Ratner – film TV (2012)
- Full Circle – serie TV, 3 episodi (2013)
- Childhood's End – miniserie TV, episodio 1x02 (2015)
- Hunters – serie TV, 6 episodi (2016)
- Dirk Gently - Agenzia di investigazione olistica (Dirk Gently's Holistic Detective Agency) – serie TV, 3 episodi (2016)
- Runaways – serie TV, 14 episodi (2017-2018)
- FBI – serie TV, episodi 1x18-2x18-4x01 (2019)
- FBI: Most Wanted – serie TV, 43 episodi (2020-2023)
- FBI: International – serie TV, episodi 1x01-1x07 (2021)
- The Residence – miniserie TV, 8 episodi (2025)

## Doppiatori italiani
Nelle versioni in italiano delle opere in cui ha recitato, Julian McMahon è stato doppiato da:
- Roberto Certomà in Will & Grace, Streghe, Another Day, Faces in The Crowd - Frammenti di un omicidio, Il potere dei soldi, Dirk Gently - Agenzia di investigazione olistica
- Stefano Benassi in Profiler - Intuizioni mortali (st. 1-2), FBI, FBI: Most Wanted, FBI: International
- Mario Cordova in I Fantastici 4, I Fantastici 4 e Silver Surfer
- Massimiliano Manfredi in Profiler - Intuizioni mortali (st. 3-4)
- Alberto Sette in Nip/Tuck
- Sandro Acerbo in Premonition
- Fabrizio Pucci in Red
- Edoardo Nordio in L'insonne
- Francesco Prando in Shark 3D
- Roberto Chevalier in Fire with Fire
- Roberto Pedicini in Qualcosa di buono
- Riccardo Rossi in Childhood's End
- Davide Marzi in Runaways
- Francesco Bulckaen in The Residence